# Cholydiella intermedia
Cholydiella intermedia is een eenoogkreeftjessoort uit de familie van de Tisbidae. De wetenschappelijke naam van de soort is voor het eerst geldig gepubliceerd in 1970 door Bresciani.